# پیل سوختی احیاکننده
پیل سوختی احیاکننده یا پیل سوختی معکوس (RFC) یک پیل سوختی است که در حالت معکوس کار می‌کند و برق و ماده شیمیایی بی را برای تولید ماده شیمیایی ای مصرف می‌کند. طبق تعریف، فرایند هر پیل سوختی می‌تواند معکوس شود. با این حال، یک دستگاه معین معمولاً برای کار در یک حالت بهینه شده است و ممکن است به گونه‌ای ساخته نشده باشد که بتوان آن را به صورت معکوس نیز کار کرد. پیل‌های سوختی استاندارد که به صورت معکوس کار می‌کنند، معمولاً سیستم‌های بسیار کارآمدی ایجاد نمی‌کنند، مگر اینکه به‌طور خاص برای این کار ساخته شده باشند، مانند الکترولیزهای فشار بالا، پیل‌های سوختی احیاکننده، پیل‌های الکترولیز اکسید جامد و پیل‌های سوختی احیاکننده یکپارچه.

## شرح فرایند
برای مثال، یک پیل سوختی غشای تبادل پروتون با سوخت هیدروژن، از گاز هیدروژن (H2) و اکسیژن (O2) برای تولید برق و آب (H2O) استفاده می‌کند؛ یک پیل سوختی هیدروژنی احیاکننده از برق و آب برای تولید هیدروژن و اکسیژن استفاده می‌کند.
وقتی پیل سوختی در حالت احیاکننده کار می‌کند، آند برای حالت تولید برق (حالت پیل سوختی) در حالت تولید هیدروژن (حالت پیل سوختی معکوس) به کاتد تبدیل می‌شود و برعکس. وقتی یک ولتاژ خارجی اعمال می‌شود، آب در سمت آند تحت الکترولیز قرار می‌گیرد تا اکسیژن و پروتون تشکیل دهد؛ پروتون‌ها از طریق الکترولیت جامد به کاتد منتقل می‌شوند، جایی که می‌توانند احیا شوند و هیدروژن تشکیل دهند. در این حالت معکوس، قطبیت سلول مخالف حالت پیل سوختی است. واکنش‌های زیر فرایند شیمیایی در حالت تولید هیدروژن را توصیف می‌کنند:
- در آند (جایی که آب اکسید می‌شود): H2O →1/2O2 + 2H + + 2e −
- در کاتد (جایی که هیدروژن تولید می‌شود): 2H + + 2e − → H2

به‌طور کلی، واکنش را می‌توان به صورت زیر خلاصه کرد: H2O → 1/ 2O2 + H2

## پیل سوختی احیاکننده اکسید جامد
یک نمونه از RFC، پیل سوختی احیاکننده اکسید جامد است. پیل سوختی اکسید جامد در دماهای بالا با نسبت تبدیل سوخت به الکتریسیته بالا کار می‌کند و کاندیدای خوبی برای الکترولیز در دمای بالا است. به دلیل دمای بالا، برای فرایند الکترولیز در پیل‌های سوختی احیاکننده اکسید جامد (SORFC) به برق کمتری نیاز است.
الکترولیت می‌تواند رسانای O2− و/یا رسانای پروتون (H +) باشد. جدیدترین فناوری برای SORFC مبتنی بر زیرکونیای پایدار شده با ایتریا (YSZ) رسانای O2 با استفاده از Ni-YSZ به عنوان الکترود هیدروژن و LSM (یا LSM-YSZ) به عنوان الکترود اکسیژن به‌طور فعال مورد مطالعه قرار گرفته است. دونیتز و اردل در مورد عملکرد سلول‌های الکترولیت YSZ با چگالی جریان ۰٫۳ آمپر بر سانتی‌متر مربع و ۱۰۰٪ راندمان فارادی تنها در ۱٫۰۷ ولت گزارش دادند. مطالعه اخیر توسط محققان سوئدی نشان می‌دهد که الکترولیت‌های کامپوزیتی مبتنی بر سریا، که در آنها هم رسانایی یون پروتون و هم اکسید وجود دارد، جریان خروجی بالایی برای عملکرد پیل سوختی و هیدروژن خروجی بالایی برای عملکرد الکترولیز تولید می‌کنند. زیرکونیای آلاییده شده با اسکاندیا و سریا (10Sc1CeSZ) نیز به عنوان الکترولیت بالقوه در SORFC برای تولید هیدروژن در دماهای متوسط (۵۰۰–۷۵۰) بررسی شده است. درجه سانتیگراد). گزارش شده است که 10Sc1CeSZ رفتار خوبی نشان می‌دهد و چگالی جریان بالایی را با الکترودهای مناسب تولید می‌کند.
منحنی‌های چگالی جریان-ولتاژ (j-V) و طیف‌های امپدانس بررسی و ثبت می‌شوند. طیف‌های امپدانس با اعمال جریان متناوب ۱ تا ۲ آمپر RMS (ریشه میانگین مربعات) در محدوده فرکانسی از ۳۰ کیلوهرتز تا ۱۰ -۱ هرتز. طیف‌های امپدانس نشان می‌دهند که مقاومت در فرکانس‌های پایین (<۱۰) زیاد است. کیلوهرتز) و نزدیک به صفر در فرکانس‌های بالا (>۱۰ کیلوهرتز). از آنجایی که فرکانس بالا مربوط به فعالیت‌های الکترولیت است، در حالی که فرکانس‌های پایین مربوط به فرایند الکترودها هستند، می‌توان نتیجه گرفت که تنها بخش کوچکی از مقاومت کلی از الکترولیت است و بیشتر مقاومت از آند و کاتد ناشی می‌شود. از این رو، توسعه الکترودهای با کارایی بالا برای سورفس با راندمان بالا ضروری است. مقاومت ویژه سطح را می‌توان از شیب منحنی j-V بدست آورد. مواد الکترودی که معمولاً مورد استفاده/آزمایش قرار گرفته‌اند، عبارتند از سرمت نیکل/زیرکونیا (Ni/YSZ) و کامپوزیت استرانسیم تیتانات/سریای جایگزین‌شده با لانتانیم برای کاتد سورفس و منگنیت لانتانیم استرانسیم (LSM) برای آند سورفس. سایر مواد آندی می‌توانند فریت لانتانیم استرانسیوم (LSF)، فریت مس لانتانیم استرانسیوم و فریت کبالت لانتانیم استرانسیوم باشند. مطالعات نشان می‌دهد که الکترود Ni/YSZ در عملکرد پیل سوختی معکوس نسبت به عملکرد پیل سوختی، فعالیت کمتری داشته است و این را می‌توان به فرایند محدود به نفوذ در جهت الکترولیز یا حساسیت آن به پیری در محیط با بخار بالا، عمدتاً به دلیل درشت شدن ذرات نیکل، نسبت داد. بنابراین، مواد جایگزینی مانند کامپوزیت تیتانات/سریا (La0.35Sr0.65TiO3–Ce0.5La0.5O2−δ) یا (La0.75Sr0.25)0.95Mn0.5Cr0.5O3 (LSCM) به عنوان کاتدهای الکترولیز پیشنهاد شده‌اند. هر دو LSF و LSM/YSZ به عنوان کاندیداهای آند خوب برای حالت الکترولیز گزارش شده‌اند. علاوه بر این، دمای عملیاتی بالاتر و نسبت رطوبت مطلق بالاتر می‌تواند منجر به مقاومت ویژه سطحی پایین‌تر شود.